# Michael Rosholm
Michael Rosholm (født 19. juli 1964) er en dansk økonom og professor ved Aarhus Universitet.
Han blev cand.oecon. i 1993 og ph.d. i økonomi i 1998. Titlen på hans ph.d.-afhandling var "Transitions in the Labour Market". 1997-99 var han adjunkt på Aarhus School of Business og 2000-2002 lektor først samme sted og siden på Aarhus Universitet. 2002-2006 var han forskningsprofessor ved universitetet og fra 2006 ordinær professor sammesteds.
I 2006-12 var han vismand, det vil sige medlem af formandskabet for Det Økonomiske Råd.
Siden 2013 har han været en del af ledelsen i TrygFondens Børneforskningscenter, og siden september 2020 har han været formand for Arbejderbevægelsens Erhvervsråd.